# Eden Lake
Eden Lake – brytyjski thriller z 2008 w reżyserii Jamesa Watkinsa.

## Fabuła
Jenny (Kelly Reilly) ze swoim chłopakiem Steve’em (Michael Fassbender) wyjeżdżają z Londynu na weekend poza miasto. Steve robi jej niespodziankę i zabiera ją w przepiękne, odludne miejsce nad jezioro Eden Lake, które już kiedyś zwiedził podczas samotnej wyprawy. Nad jeziorem rozbijają namiot i cieszą spokojem wśród przyrody. Sielanka jednak nie trwa długo, ponieważ w pobliżu pojawia się grupka hałaśliwych nastolatków z psem. Kiedy zdenerwowany hałasem Steve zwraca im uwagę, zaczynają zachowywać się jeszcze głośniej, stają się agresywni i zaczepiają parę. Pada kilka wyzwisk, jednak w końcu odchodzą. Następnego dnia z torby Jenny giną kluczyki do samochodu Steve’a. Para biegnie do lasu szukać samochodu. Tymczasem nastolatkowie urządzają sobie skradzionym autem jazdę crossową po lesie. Za kierownicą w okularach Steve’a siedzi przywódca bandy Brett (Jack O’Connell). Wieczorem Steve i Jenny znajduje grupę przy ognisku w lesie. Mężczyzna próbuje odzyskać kluczyki i dochodzi do przepychanki. Brett wyciąga nóż, aby zaatakować Steve’a, który unika ciosu. Brett chybia i przypadkowo ginie jego rottweiler. Chłopak wpada w szał i w odwecie, wraz ze swoją grupą, zaczyna śmiertelne polowanie na Jenny i Steve’a.

## Obsada
- Kelly Reilly − Jenny Greengrass
- Michael Fassbender − Steve Taylor
- Jack O’Connell − Brett
- James Gandhi – Adam
- Thomas Turgoose − Cooper
- Bronson Webb − Reece
- Shaun Dooley − Jon
- Finn Atkins − Paige
- Thomas Gill − Ricky

## Nagrody
- Eden Lake (www.imdb.com) – lista nagród w bazie IMDb (ang.)